# Codex Coislinianus
Il Codex Coislinianus o Codex Euthalianus (Gregory-Aland: Hp o 015) è un manoscritto del Nuovo Testamento di tipo alessandrino risalente alla metà del VI secolo. Il codice contiene il testo delle lettere di Paolo, redatto in greco a caratteri onciali e suddiviso in 41 fogli di pergamena di formato 30 × 25 cm.
Il testo greco è rappresentativo del tipo testuale alessandrino, ed è stato collocato nella categoria III da Kurt Aland. Originariamente in possesso del Monastero della Grande Laura sul Monte Athos (Grecia), il manoscritto è attualmente disperso tra Parigi (22 fogli), San Pietroburgo (3 fogli), Mosca (3 fogli), Kiev (3 fogli), Monte Athos (8 fogli) e Torino (2 fogli).